# Brachychiton compactus
Brachychiton compactus är en malvaväxtart som beskrevs av G.P. Guymer. Brachychiton compactus ingår i släktet Brachychiton och familjen malvaväxter. Inga underarter finns listade i Catalogue of Life.